# Phaegorista bisignibasis
Phaegorista bisignibasis là một loài bướm đêm trong họ Erebidae.